# Lubuk Makmur
Lubuk Makmur is een bestuurslaag in het regentschap Ogan Komering Ilir van de provincie Zuid-Sumatra, Indonesië. Lubuk Makmur telt 5922 inwoners (volkstelling 2010).